# كنال + (كاليدونيا)
كنال+ كاليدونيا ، التي كانت تسمى في الأصل كنال ساتلايت كاليدونيا و كنال سات كاليدونيا ، هي مزود قمر صناعي مقره في القسم الفرنسي لما وراء البحار في كاليدونيا الجديدة وواليس وفوتونا ، مع و فانواتو . تم إطلاقها في عام 1999 لتوزيع القنوات الفضائية على المنطقة. عرضت 48 C = قنوات وأربع محطات إذاعية وثماني قنوات دولية. يبث باستخدام القمر الصناعي انتلسات 701 على درجة 180 شرقا.

## القنوات

### قناة +
- كنال+ كاليدونيا (قناة تلفزيونية)
- كنال + سينما
- كنال+ سبورت
- كنال+ فاميلي

### القنوات الفرنسية
- فرنسا 1
- فرنسا 1
- فرنسا 2
- فرنسا 3
- فرنسا 4
- فرنسا 5

### ترفيه عام
- TF1
- م 6
- TV5 موند
- آرتي
- TMC
- TFX
- أفلام TF1 Séries

### سينما
- كنال+ سينما
- سين+ بريمير
- سين+ ستار
- فعل
- سين+ فريسون
- Ciné + Émotion
- كنال+ فاميلي
- سين+ فاميز
- سين+ كلوب
- سين+ كلاسيك
- قناة هوليوود
- تيرنر كلاسيك موفيز
- ديزني سينما

#### الكبار
- XXL

### رياضة
- كنال+ سبورت
- يوروسبورت 1
- يوروسبورت 2
- تلفزيون ليكيب
- Motorsport.tv
- إنفوسبورت+

### أطفال
- ديزني جونيور
- تي جي
- جولي
- كنال جي
- تيل تون +
- تيل تون + 1
- بيوي +
- نيكلوديون

### ترفيه
- RTL9
- TF6
- تيفا
- مغامرة وتجربة Planète
- الخيال العلمي
- كوميدي +
- W9
- سي 8
- 6 ثانيًا
- قصة RMC
- شيري 25

### موسيقى
- قمة MCM
- MCM بوب
- ميزو تي في
- تتبع أوربان
- تلفزيون RFM
- إم تي في هيتس
- MTV يضرب (HD)
- M6 موسيقى
- NRJ الزيارات
- CStar
- CStar يضرب فرنسا

### الافلام الوثائقية
- بلانيت+
- بلانيت ثالاسا
- ناشيونال جيوغرافيك
- فوياج (قناة تلفزيونية)
- مواسم
- هيستوار

### أخبار
- LCI
- يورونيوز

- قناة + بريميوم
- ميني ميني +
- TeleToon +
- كنال + سبورت
- كنال + فاميلي
- روايات +
- بلانيت +
- ألي كينو +

## محطات الإذاعة
- أوروبا 1
- معلومات فرنسا
- فريكوين جاز
- RFM

## أنظر أيضا
- كنال + جروب
- كنال+ (مزود التلفزيون الفرنسي)
- كنال+ أفريقيا
- كنال+ الكارايبي

## روابط خارجية
- موقع رسمي